# Vietnamesischer Fußballpokal 2017
Der Vietnamesische Fußballpokal 2017 war die 26. Saison eines Ko-Fußballwettbewerbs in Vietnam. Der Pokal wurde von der Vietnam Football Federation organisiert. Er begann mit der  ersten Runde am 4. Februar 2017 und endete mit dem Finalrückspiel am 30. November 2017.

## Termine
| Runde         | Datum                              |
| ------------- | ---------------------------------- |
| 1. Runde      | 4./5. Februar 2017                 |
| Achtelfinale  | 3./4. Juni 2018                    |
| Viertelfinale | 16. Juni 2017 20. Juni 2017        |
| Halbfinale    | 27. September 2018 6. Oktober 2017 |
| Finale        | 9. November 2018 30. November 2017 |

## Resultate und Begegnungen

### 1. Runde
|                  | Ergebnis        |                         |
| ---------------- | --------------- | ----------------------- |
| 4. Februar 2017  |                 |                         |
| Bình Phước FC    | 2:0             | FC Đồng Tháp            |
| SHB Đà Nẵng      | 6:1             | Fico Tây Ninh FC        |
| Sông Lam Nghệ An | 3:1             | Đắk Lắk FC              |
| 5. Februar 2017  |                 |                         |
| Viettel FC       | 1:1 (5:4 i. E.) | Bóng đá Huế             |
| Hải Phòng FC     | 1:1 (5:4 i. E.) | Dược Nam Hà Nam Định FC |

### Achtelfinale
|                    | Ergebnis        |                     |
| ------------------ | --------------- | ------------------- |
| 3. Juni 2017       |                 |                     |
| SHB Đà Nẵng        | 5:1             | FC Thanh Hóa        |
| Long An FC         | 0:2             | XSKT Cần Thơ        |
| Sài Gòn FC         | 1:1 (4:3 i. E.) | Hoàng Anh Gia Lai   |
| Sanna Khánh Hòa    | 0:0 (2:3 i. E.) | Hồ Chí Minh City FC |
| 4. Juni 2017       |                 |                     |
| Becamex Bình Dương | 3:2             | Viettel FC          |
| Hà Nội FC          | 1:1 (3:4 i. E.) | Sông Lam Nghệ An    |
| Than Quảng Ninh FC | 2:0             | Bình Phước FC       |
| Quảng Nam FC       | 2:1             | Hải Phòng           |

### Viertelfinale
|                            | Ergebnis |                     |
| -------------------------- | -------- | ------------------- |
| 16. Juni 2017 (Hinspiele)  |          |                     |
| XSKT Cần Thơ               | 1:3      | Quảng Nam FC        |
| Sông Lam Nghệ An           | 3:1      | Hồ Chí Minh City FC |
| Than Quảng Ninh FC         | 0:3      | SHB Đà Nẵng         |
| Sài Gòn FC                 | 2:3      | Becamex Bình Dương  |
| 20. Juni 2017 (Rückspiele) |          |                     |
| Quảng Nam FC               | 3:0      | XSKT Cần Thơ        |
| Hồ Chí Minh City FC        | 0:4      | Sông Lam Nghệ An    |
| SHB Đà Nẵng                | 1:1      | Than Quảng Ninh FC  |
| Becamex Bình Dương         | 2:       | Sài Gòn FC          |

### Halbfinale
|                                | Ergebnis |                    |
| ------------------------------ | -------- | ------------------ |
| 27. September 2017 (Hinspiele) |          |                    |
| Sông Lam Nghệ An               | 4:1      | Quảng Nam FC       |
| SHB Đà Nẵng                    | 1:3      | Becamex Bình Dương |
| 6. Oktober 2017 (Rückspiele)   |          |                    |
| Sông Lam Nghệ An               | 3:3      | Quảng Nam FC       |
| Becamex Bình Dương             | 2:1      | SHB Đà Nẵng        |

### Finale
|                               | Ergebnis |                    |
| ----------------------------- | -------- | ------------------ |
| 9. November 2017 (Hinspiel)   |          |                    |
| Becamex Bình Dương            | 1:2      | Sông Lam Nghệ An   |
| 30. November 2017 (Rückspiel) |          |                    |
| Sông Lam Nghệ An              | 5:1      | Becamex Bình Dương |

| Vietnamesischer Pokalsieger 2017 |
| Sông Lam Nghệ An                 |